# Opposition internationale à l'apartheid
L'opposition internationale contre l'apartheid concerne les actions menées par la communauté internationale contre la politique de ségrégation raciale mise en place en Afrique du Sud de 1948 à 1991. Cette opposition a commencé principalement à se manifester après le massacre de Sharpeville, intervenu le 23 mars 1960 dans le township de Vereeniging dans la province du Transvaal.

## Historique

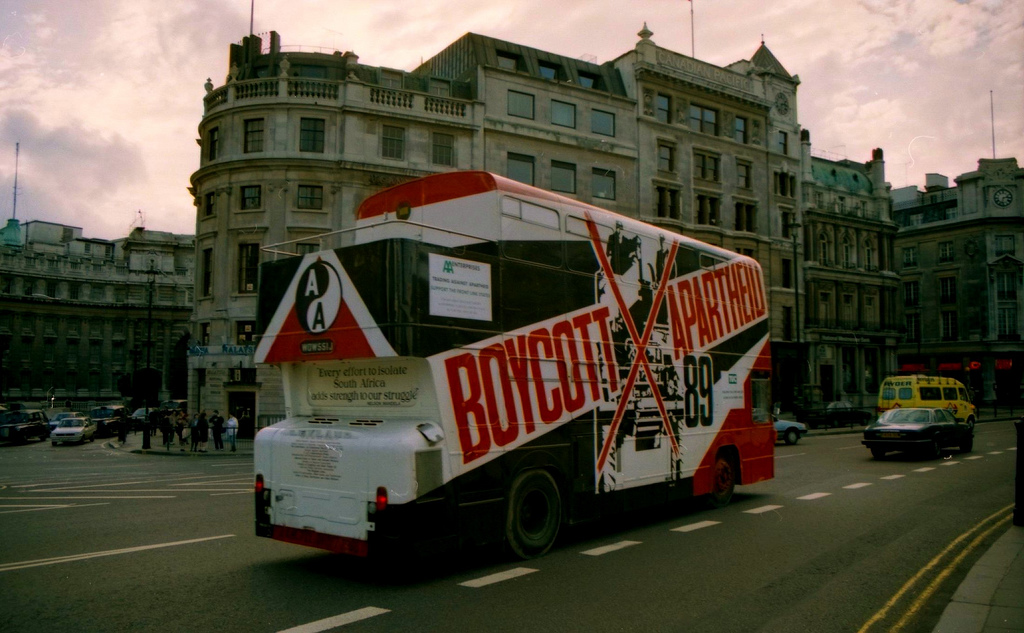
Un bus appelant au boycott du régime d'apartheid, à Londres en 1989.

Le 6 novembre 1962, la résolution 1761 de l'ONU est adoptée.
En 1965 est signée la Convention internationale sur l'élimination de toutes les formes de discrimination raciale (qui sera finalement ratifiée par l'Afrique du Sud en décembre 1998) et puis, en 1973, la convention sur le crime d'apartheid.
Les émeutes de Soweto, le 16 juin 1976, font 79 morts et 178 blessés.
En 1977, l'ONU décrète un embargo sur les ventes d'armes à destination de l'Afrique du Sud.
L'année 1978 est décrétée l'année internationale contre l'apartheid par l'ONU.
Les États-Unis adoptent en 1986 le Comprehensive Anti-Apartheid Act, le Congrès ayant outrepassé par un vote qualifié le veto du président Ronald Reagan.

### LeBoycott Movementen Grande-Bretagne
Le mouvement anti-apartheid, connu également sous le nom de Boycott movement, était une organisation britannique au cœur du mouvement International s’opposant au système législatif sud-africain de l'apartheid et en aide aux victimes.
En réponse à un appel lancé par Albert Luthuli, le Boycott movement a été créé à Londres, le 26 juin 1959, lors d'une rencontre entre des exilés sud-africains et leurs partisans, parmi lesquels Peter Koinange, Claudia Jones, Steve Naidoo et Ros Ainslie. L'idée est de proposer un boycott international des produits d'importations d'Afrique du Sud. Julius Nyerere précise : « On ne vous demande rien de spécial, à vous, le peuple britannique. On vous demande seulement de ne plus soutenir l’apartheid en arrêtant d'acheter des biens venant d'Afrique du Sud ».
Ce boycott a reçu un important soutien de la part d'étudiants, de syndicats, de partis politiques, de droite (parti libéral) et de gauche (parti travailliste), ainsi que du parti communiste de Grande-Bretagne. Le 28 février 1960, le mouvement a lancé un mois de manifestations et d'actions de boycott lors d'un rassemblement à Trafalgar Square.
Le massacre de Sharpeville, intervenu le 21 mars 1960, intensifie l'action militante. L'organisation est rebaptisée « Mouvement anti-Apartheid » au lieu du simple « Le boycott des consommateurs », le groupe coordonne désormais tout le travail anti-apartheid et maintient le sujet de l'apartheid au cœur de la politique britannique.
Le mouvement anti-apartheid considère avoir joué un rôle important dans le retrait de l'Afrique du Sud du Commonwealth des Nations en 1961, au moment où celle-ci demandait en fait sa ré-admission en tant que république sud-africaine. Elle a notamment organisé des veillées devant le siège du secrétariat du Commonwealth (en) (Marlborough House), a trouvé des alliés au Canada, en Inde et dans les nouveaux membres indépendants afro-asiatiques du Commonwealth.
En 1962, l’assemblée générale des Nations unies a adopté une résolution (non contraignante) demandant aux États membres d’imposer un boycott commercial contre l’Afrique du Sud. En 1963, le conseil de sécurité des Nations unies a appelé à une interdiction partielle de la vente d'armes à l'Afrique du Sud, sans que cette résolution soit contraignante ni adoptée en vertu du chapitre VII de la Charte des Nations unies.

### Campagne pour le boycott sportif de l'Afrique du Sud
Abdul Minty (en), qui avait succédé à Rosalynde en tant que Secrétaire d'honneur en 1962, a également représenté l’association des sports Sud-Africains, une organisation non raciale créé par Dennis Brutus. La même année, il a présenté une lettre à la réunion du Comité International Olympique à Baden-Baden en Allemagne, au sujet du racisme dans les sports Sud-Africains. Ceci a entraîné la suspension de l’Afrique du Sud aux jeux Olympiques de Tokyo de 1964. L’Afrique du Sud a été finalement exclu des Jeux Olympiques en 1970.
En 1977, un an après les émeutes de Soweto, les premiers ministres et les présidents du Commonwealth s'engagent à décourager les sportifs et les organisations sportives de leurs pays à participer à des compétitions et maintenir des contacts avec l'Afrique du Sud. Cette résolution, connue sous le nom d'accord de Gleneagles, joua un rôle majeur dans la lutte contre l'apartheid alors que 28 pays africains avaient boycotté les Jeux olympiques de 1976.

### Campagne de Boycott Universitaire
Le Mouvement anti-apartheid a joué un rôle important dans le lancement d'un boycott universitaire de l'Afrique du Sud en 1965. Une déclaration a été signée par 496 professeurs d’universités et conférenciers de 34 universités britanniques afin de protester contre l’apartheid ainsi que les violations de la liberté universitaire qui y sont associées. Ils ont fait référence aux ordonnances prononcées allant à l’encontre de deux universitaires Sud Africains, Jack Simons et Eddie Roux, qui étaient des progressistes réputés.
La Déclaration d’universitaires britanniques proclame notamment : 
« Nous professeurs, et conférenciers dans les universités britanniques en consultation avec les mouvements Anti-Apartheid : 
1. Protestons contre les interdictions imposées aux professeurs, Simons et Roux.
2. Protestons contre la pratique de la discrimination raciale et de son prolongement à l’enseignement supérieur.
3. Engagez-vous à ne pas postuler, ni accepter de postes universitaires dans des universités Sud-Africaines pratiquant la discrimination raciale »[9].

### Campagne de sanctions économiques auprès de l'ONU
En 1962, l'assemblée générale des Nations unies a adopté la résolution 1761 (en), établissant le Comité spécial des Nations unies sur l'Apartheid (UN Special Committee on Apartheid) et imposant des sanctions économiques et autres à l’Afrique du Sud. Toutes les nations occidentales ont refusé de faire partie du comité. Le boycott du comité, le premier de ce genre, a été créé par la même résolution de l’Assemblé générale proposant des sanctions auxquelles l’occident s'était fermement opposé.
À la suite de l’adoption de cette résolution, le mouvement anti-apartheid a préparé la conférence internationale sur les sanctions qui se déroulerait à Londres, en avril 1964. Selon Arianna Lisson, « le but de la conférence était de discuter de la mise en place des sanctions économiques et de leurs conséquences ». Conscient que l’opposition majoritaire venait de l’Occident, le comité s’était forcé à attirer un public vaste et à varier le nombre d’orateurs et de participants afin que la conclusion de la conférence soit jugée objective.
Le mouvement anti-Apartheid s'est réjoui des résultats de la conférence pour deux raisons principales. Premièrement, en raison d'une « sérieuse implication à envisager les sanctions économiques ». Deuxièmement, le mouvement anti-Apartheid a pu se réunir pour la première fois avec le Comité Spécial des Nations Unies sur l’Apartheid. Cette réunion a permis d’établir des relations de travail durables entre les deux parties.
Cependant, la conférence n’a pas convaincu le Royaume-Uni qui n’a pas voulu adopter de sanctions économiques contre l’Afrique du Sud. Ainsi, le gouvernement Britannique proclama rester « fermement convaincu que l’application de sanctions serait anti-constitutionnel », rejeter l'idée que la situation en Afrique du Sud constitue une « menace pour la paix et la sécurité internationale » et des sanctions puissent avoir pour effet de persuader le gouvernement sud-africain de modifier sa politique.

### Faire des sanctions un problème électoral
Le mouvement Anti-Apartheid a tenté de faire des sanctions un enjeu électoral pour les élections générales britanniques de 1964. Les candidats ont été invités à se prononcer sur les sanctions économiques et autres mesures punitives à l’encontre du gouvernement Sud Africain. La plupart des candidats qui ont répondu se sont prononcés en faveur. Après la victoire du parti travailliste aux élections générales, après 13 ans d’opposition, l’engagement en faveur de la cause anti-apartheid s’est dissipé. En un rien de temps, le premier ministre britannique Harold Wilson a déclaré à la presse que son parti travailliste « n’était pas en faveur de sanctions commerciales car elles nuiraient aux populations Sud-Africaines et aux blancs Sud-Africains qui doivent maintenir une certaine morale là-bas ».
Pour la Grande-Bretagne, la situation en Afrique du Sud ne relève pas du chapitre VII de la Charte des Nations unies. Lors de sa collaboration avec les États-Unis, il a travaillé sur un appel concernant le procès de Rivonia et d’autres procès politiques visant à apaiser les pays Afro-asiatiques et l’opinion publique chez eux et à l’étranger. Au début de l'année 1965 la question des sanctions n’était plus aussi importante.
Face à l'incapacité de persuader l'Occident d'imposer des sanctions économiques contre l'Afrique du Sud, le mouvement anti-apartheid a formulé une nouvelle stratégie en faveur d'une « campagne internationale contre l’apartheid avec la coopération des Nations-Unies ». Ce nouveau partenariat constitue la base de toute action future contre l'apartheid.
La stratégie consistait à faire pression pour adopter à l'ONU une série de mesures visant à isoler le pays, à soutenir les mouvements de libération et à informer l’opinion publique mondiale. Elle visait aussi à imposer l'idée que faire pression pour des sanctions efficaces était le seul moyen permettant de parvenir à une solution pacifique en Afrique du Sud. Et enfin, elle visait à influencer contre l'apartheid, l'opinion publique des principaux partenaires commerciaux de l’Afrique du Sud pour que celle-ci fasse pression sur ses gouvernements respectifs.
Le mouvement anti-apartheid a continué à fonctionner au Royaume-Uni jusqu’en 1994. Après les premières élections nationales au suffrage universel en Afrique du Sud, le mouvement anti-apartheid a changé de nom pour s’appeler désormais ACTSA : Action pour l’Afrique Australe. (en)

### Brigades internationales
Dans les années 1970 et 1980, des brigades internationales se constituent et luttent et apportent un soutien militaire à la lutte des victimes de l’apartheid.

## Par pays et par région

### Le mouvement français d'opposition à l'apartheid
Un Comité français contre l'apartheid est créé à la fin des années 1960. Il s'agit du premier mouvement en France créé spécifiquement pour s'opposer à l'apartheid. Le comité est présidé par l'avocat militant des droits de l'homme Jean-Jacques de Felice, Jean-Paul Sartre y siège et Elisabeth Mathiot y joue un rôle actif.
Les activités du comité consistent en la publication de déclarations de presse, de lobbying et de campagnes d'opinion pour la libération de prisonniers politiques ou mettant en garde contre les risques d'utilisation raciste de découvertes scientifiques (campagne menée en 1968 sur les risques liés aux greffes du cœur pratiquées par le chirurgien sud-africain Christiaan Barnard).
Après le lancement, en 1975, du mouvement français anti-apartheid, le comité arrêta de fonctionner.

### Artistes latino-américains engagés contre l'apartheid
Depuis la France, l'institut culturel latino-américain, initialement situé au 86 avenue Galiéni (Bondy), récompense pendant plusieurs années l'engagement d'artistes latino-américains contre l'apartheid avec le prix Apartheid Basta! (À bas l'Apartheid).
L'artiste uruguayen Carlos Sahakian alors réfugié politique à Paris, reçoit le prix en 1988 pour son recueil de poèmes Color Hombre.